# Кулик Володимир Миколайович
Володимир Миколайович Кулик (нар. 1 жовтня 1969, Суми, УРСР) — український футболіст та тренер, виступав на позиції захисника.

## Кар'єра гравця
Народившись у Сумах, але в ранньому віці разом з родиною переїхав до міста Лохвиці Полтавської області. Під час навчання у третьому класі міської школи Лохвиці захопився футболом.. Під час навчання у восьмому класі, до Лохвиці прибув Леонід Литвиненко з Брежнєва (сьогодні — Набережні Челни) і запропонував Володимиру кинути грати в настільний теніс і зосередитися на футболі. З 16 річного віку виступав за аматорські колективи в футбольних турнірах Полтавської області. Після проходження військової служби переїздить до Чернігова, де приєднується до місцевої команди.
Володимир Кулик розпочав свою професіональну кар'єру в чернігівській «Десні» в Першій лізі України 1993/94, але його перший сезон не був успішним, оскільки команда понизилися в класі (в інтерв'ю для офіційного сайту ФК «Десна» 2018 року він був впевнений, що це відбулося 1993 року). Дебютним матч на професіональному рівні зіграв 1 серпня 1993 року на виїзді в Кубку України 1993/94 років проти охтирського «Спартака». У сезоні 1996/97 років разом з клубом виграв Другу лігу України. Кулик відзначив, що однією з причин, чому клуб тріумфував у сезоні, був той факт, що його очолював Юхим Школьников. Тим не менше, замість продовження виступів на вищому рівні, перейшов до сусіднього «Факела» (Варва), де вважав, що зможе отримати більше ігрового часу. У 1998 році «Факел» вилетів до аматорських змагань.
Протягом сезону 2000/01 років, граючи за «Електрон» (Ромни), Кулику вигідний з фінансової точки зору контракт з «Десни», який на той час очолював Юрій Грузнов. Через це Володимир навіть вступив у конфлікт зі своїм колишнім головним тренером «Електрона» Олександром Квашею, про що згодом пошкодував. Повернувшись до Десни, розраховував отримати квартиру, яку спочатку запропонували йому за контрактом, але цього так і не сталося. По завершенні першої половини сезону 2001/02 років на одному з тренувань отримав травму, після чого «Десна» дала Куликові незначну кількість грошових коштів на операцію й розірвала угоду. Володимир Кулик переніс декілька операцій, але через травму змушений був завершити кар'єру футболіста.

## Кар'єра тренера
З 2003 по 2010 рік працював тренером у спортивній школі «Юність» (Чернігів). У 2011 році йому запропонували спробувати свої сили у жіночому футболі, на посаді помічника тренера Сергія Сапронова у чернігівській «Легенді». З 2011 року й майже до завершення 2018 року залишався в «Легенді». У 2011 році привів чернігівську команду до срібних нагород Вищої ліги України, у 2015 році зумів повторити вище вказане досягнення. У 2018 році через погане фінансування Чернігівська «Легенда-ШВСМ» об'єднана з новоствореним жіночим клубом «Єдність» (Плиски), тому Іван Бубис, який раніше тренував «Десну», запросив Володимира тренувати команду U-15 стрийської «Скали». У 2019 році призначений головним тренером «Єдності-ШВСМ».

## Досягнення

### Як гравця
«Десна» (Чернігів)
- Друга ліга України
  -  Чемпіон (1): 1999/97

### Як тренер
«Легенда» (Чернігів)
- Вища ліга України
  -  Срібний призер (2): 2011, 2015